# Mnin
Mnin – wieś w Polsce, położona w województwie świętokrzyskim, w powiecie koneckim, w gminie Słupia Konecka.
W latach 1954–1972 wieś należała i była siedzibą władz gromady Mnin. W latach 1975–1998 miejscowość administracyjnie należała do województwa kieleckiego.
Wieś jest siedzibą rzymskokatolickiej parafii Wniebowzięcia Najświętszej Maryi Panny i św. Tekli.

## Integralne części wsi
| SIMC    | Nazwa     | Rodzaj    |
| ------- | --------- | --------- |
| 0269593 | Błagodać  | część wsi |
| 0269601 | Mokre     | część wsi |
| 0269618 | Przymusów | część wsi |

## Historia
W 1347 r. arcybiskup gnieźnieński Jarosław z Bogorii i Skotnik przeznaczył dziesięcinę pochodzącą z Mnina na uposażenie prebendy św. Jerzego w katedrze krakowskiej. Wcześniej była ona płacona katedrze gnieźnieńskiej.
Już w XV w. istniał tutaj kościół drewniany. Według Jana Długosza część łanów kmiecych i cztery karczmy oddawały dziesięcinę do Krakowa. Druga część wsi oraz folwark oddawały miejscowemu proboszczowi. Dziedzicem wsi był Jakób Jelita. W Liber Beneficiorum Jana Łaskiego miejscowy kościół nazwany został starym.
W 1824 r. powstała murowana świątynia fundacji Aleksandra Walewskiego, dziedzica Mnina. W 1827 r. było tu 57 domów i 402 mieszkańców.
Słownik geograficzny Królestwa Polskiego z lat 80. XIX wieku opisuje Mnin jako wieś i folwark w gminie Pijanów w powiecie koneckim. Znajdował się tu wówczas kościół, szkoła początkowa, gorzelnia i piec wapienny. Wieś miała 106 domów, 703 mieszkańców, 1877 mórg ziemi włościańskiej i 828 ziemi folwarcznej.

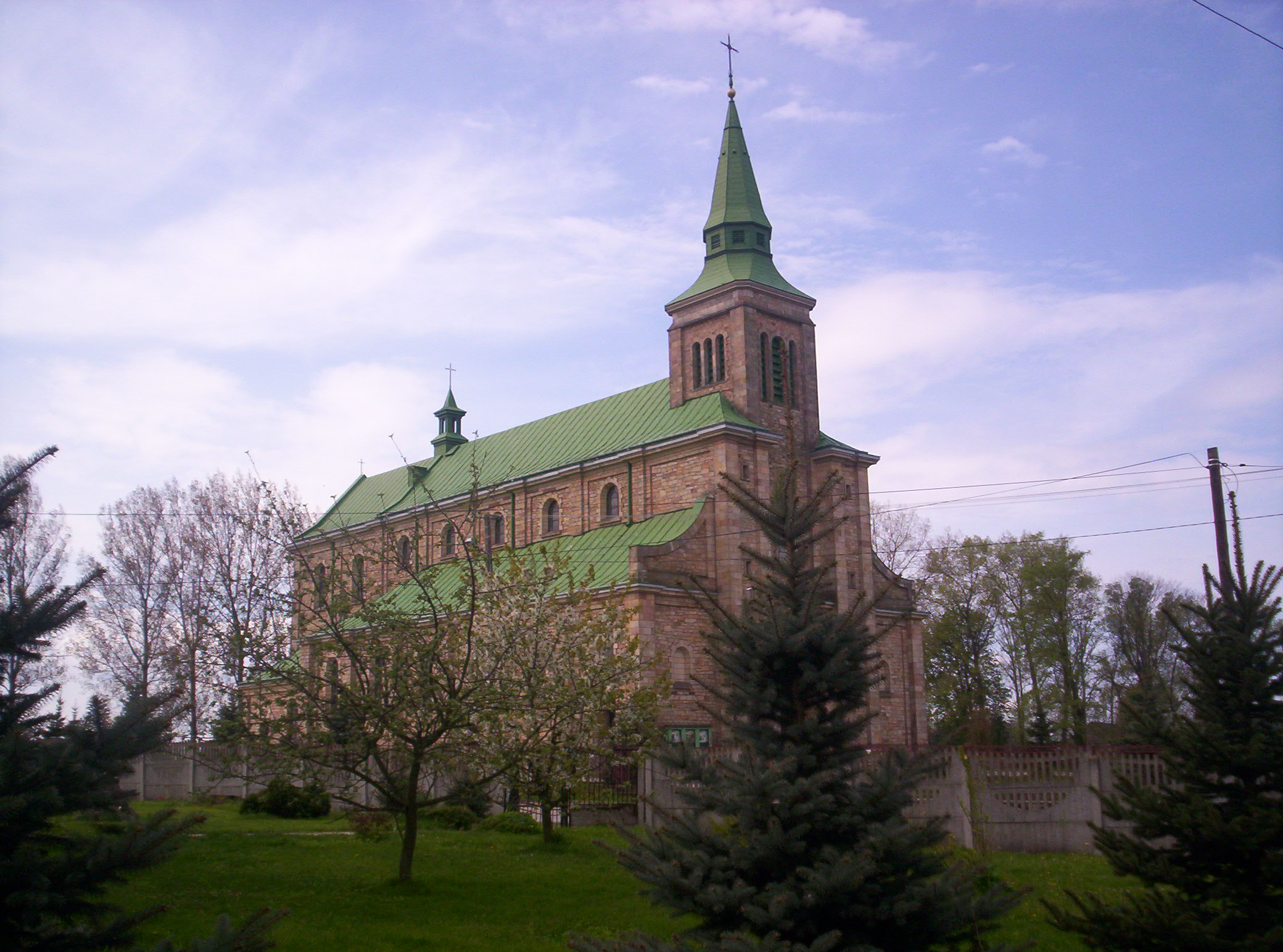
Kościół parafialny Wniebowzięcia NMP i Św. Tekli we Mninie
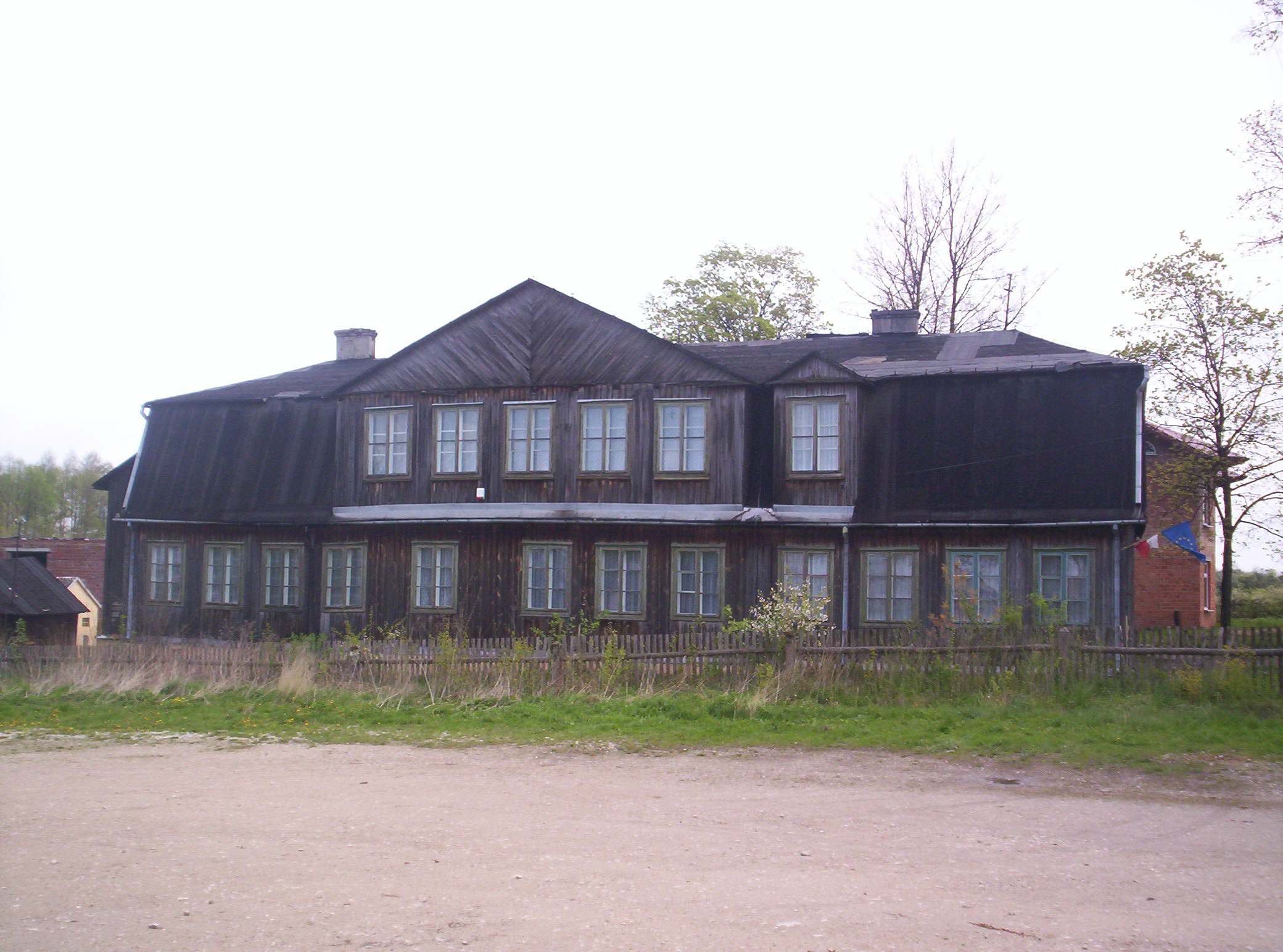
Drewniana szkoła we Mninie
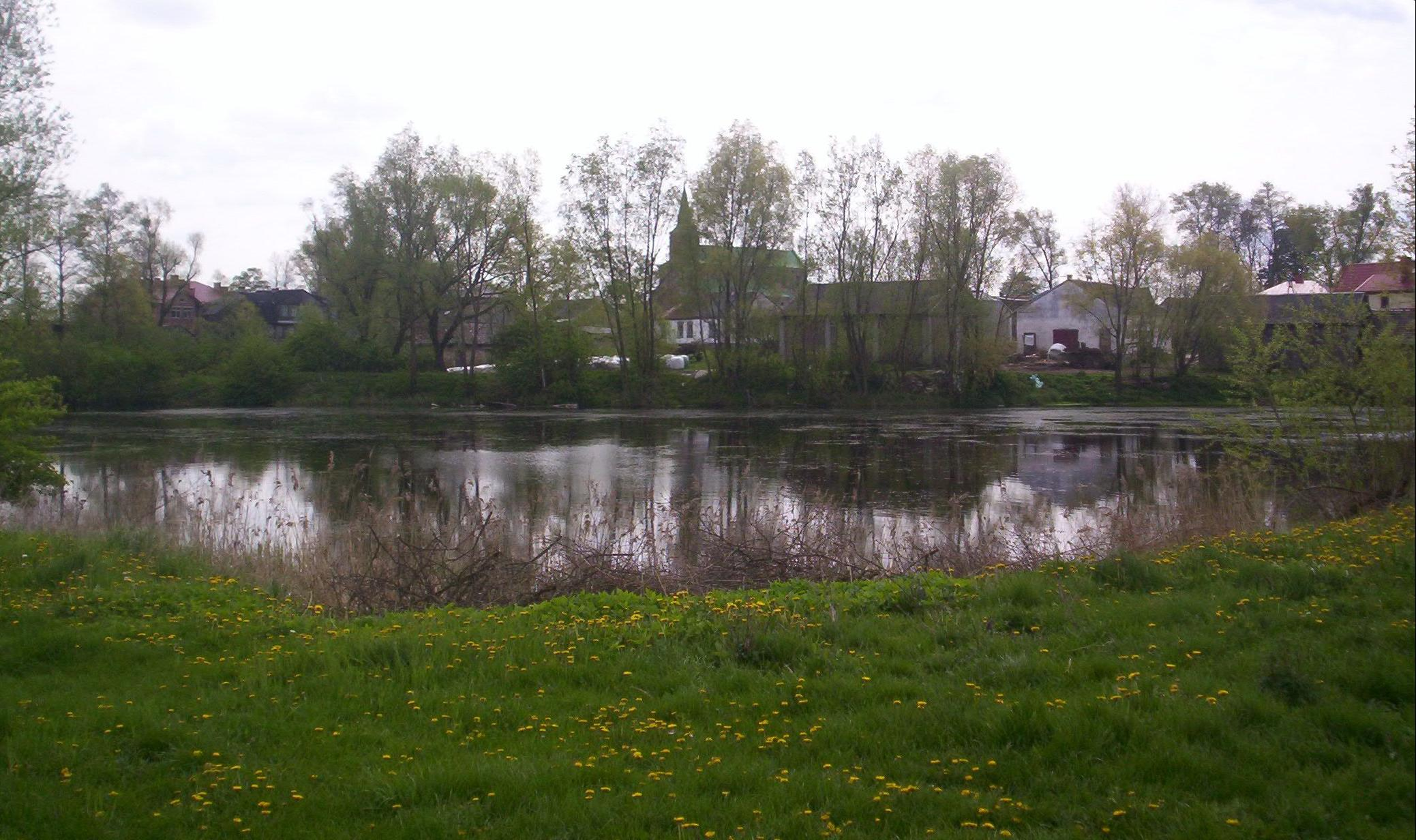
Staw w centrum Mnina